# Colias behrii
Colias behrii är en fjärilsart som beskrevs av Edwards 1863. Colias behrii ingår i släktet Colias och familjen vitfjärilar. Inga underarter finns listade i Catalogue of Life.

## Bildgalleri

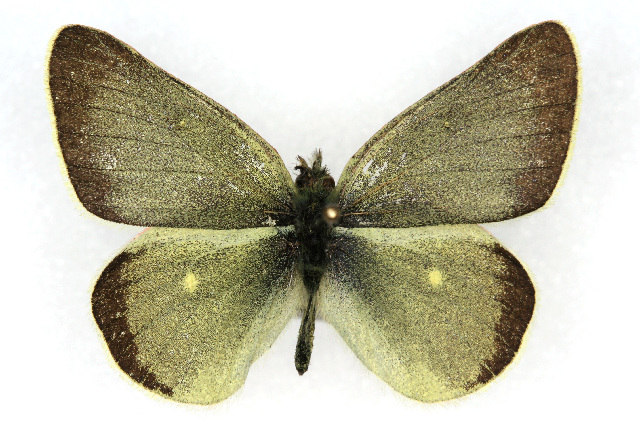
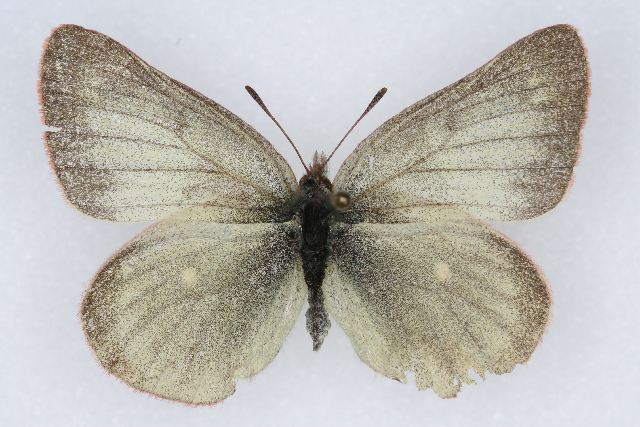